# Розин, Михаил Васильевич
Михаи́л Васи́льевич Ро́зин (1767—после 1814) — российский педагог, автор одного из первых в России учебников геометрии.

## Биография
Родился в 1767 году и происходил из духовного звания; учился в Ростовской и Ярославской семинариях, а затем в Санкт-Петербургской учительской гимназии, где обучался немецкому языку, арифметике, геометрии, алгебре, тригонометрии, физике, механике, гражданской архитектуре и рисованию.
Учительствовать начал 22 сентября 1786 года, поступив в Ярославское Главное народное училище для преподавания математики. 9 апреля 1790 года переведён в Санкт-Петербургское Главное народное училище. В 1794 году произведён в XII класс, а в 1797 — в титулярные советники. 15 сентября 1799 года, по Высочайшему повелению, определён был в Гатчинское училище. Произведённый в 1802 году в коллежские асессоры, Розин 1 ноября 1808 года был переведён учителем Санкт-Петербургского Никольского приходского училища, в 1814 году был здесь же в чине надворного советника, а в 1818 году в этой должности уже не значился и дальнейшая его судьба не известна.

## Творчество
В «Растущем винограде, ежемесячном сочинении, издаваемом от Главного народного училища города Святого Петра», Розин поместил статейки, переведённые им с французского языка: «О замерзании воды и о явлениях, при оном примечаемых» (1786, март, стр. 75—87) и «Физическое наблюдение» (1786, июнь, стр. 46—53). По переселению в Ярославль он в издававшемся здесь журнале «Уединенный пошехонец» (1786) напечатал свою «Речь, говорённую 22 сентября 1786 г. при открытии Ярославского народного училища» (ч. II, стр. 655—663).
В 1797 году в Петербурге были изданы две книги Розина: «Начальные основания теоретической и практической геометрии», в 2 частях, с чертежами (8°), за сочинение которой он получил в награду от начальства 150 рублей и по которой велось преподавание в Педагогическом институте, и перевод: «Система мира славного Ламберта, изданная г. Мерианом» (8°), за который Розин получил в награду 100 рублей; кроме того, как значится в его послужном списке, он принимал участие в переводе с французского языка книги: «Разумной и замысловатой товарищ, или собрание хороших слов, разумных замыслов, скорых ответов, учтивых насмешек и приятных приключений знатных мужей древнего и нынешнего веков», вышедшей 3-м изданием, с именем переводчика Петра Семёнова, в Москве в 1787 году в издании Типографической компании.

## Издания
- Михаил Васильевич Розин. Начальныя основания теоретической и практической геометрии Составленныя в пользу и употребление обучающагося юношества. Часть 1. О теоретической геометрии. Часть 2. О практической геометрии. Санктпетербург: Печатано, у содержателя Типографии Коммиссий об учреждении Училищ Ф. Брункова, 1797. 258 [=308] с., 8 л. черт.; 19 см. // https://knpam.rusneb.ru/kp/item9605

## Источник
- Русский биографический словарь: В 25 т. / под наблюдением А. А. Половцова. 1896—1918.
- Большая биографическая энциклопедия [Электронный ресурс] (2009г.). Статьи на букву "Р" (часть 38, "РОЗ")// http://biografii.niv.ru/doc/encyclopedia/biography/fc/slovar-208-38.htm
- Библиография: Большая русская биографическая энциклопедия [Электронный ресурс] : 185 томов текстов, 200 000 статей, 17 060 иллюстраций. - Версия 3.0. - Москва : Бизнессофт : ИДДК [распространитель], 2008. - 1 электрон. опт. диск (DVD)